# Smail Hamdani
Smail Hamdani (in arabo اسماعيل حمداني; Guenzet, 11 marzo 1930 – Djasr Kasentina, 7 febbraio 2017) è stato un politico algerino.
È stato Primo ministro dell'Algeria dal dicembre 1998 al dicembre 1999.